# Дім-музей Хоакіна Сорольї

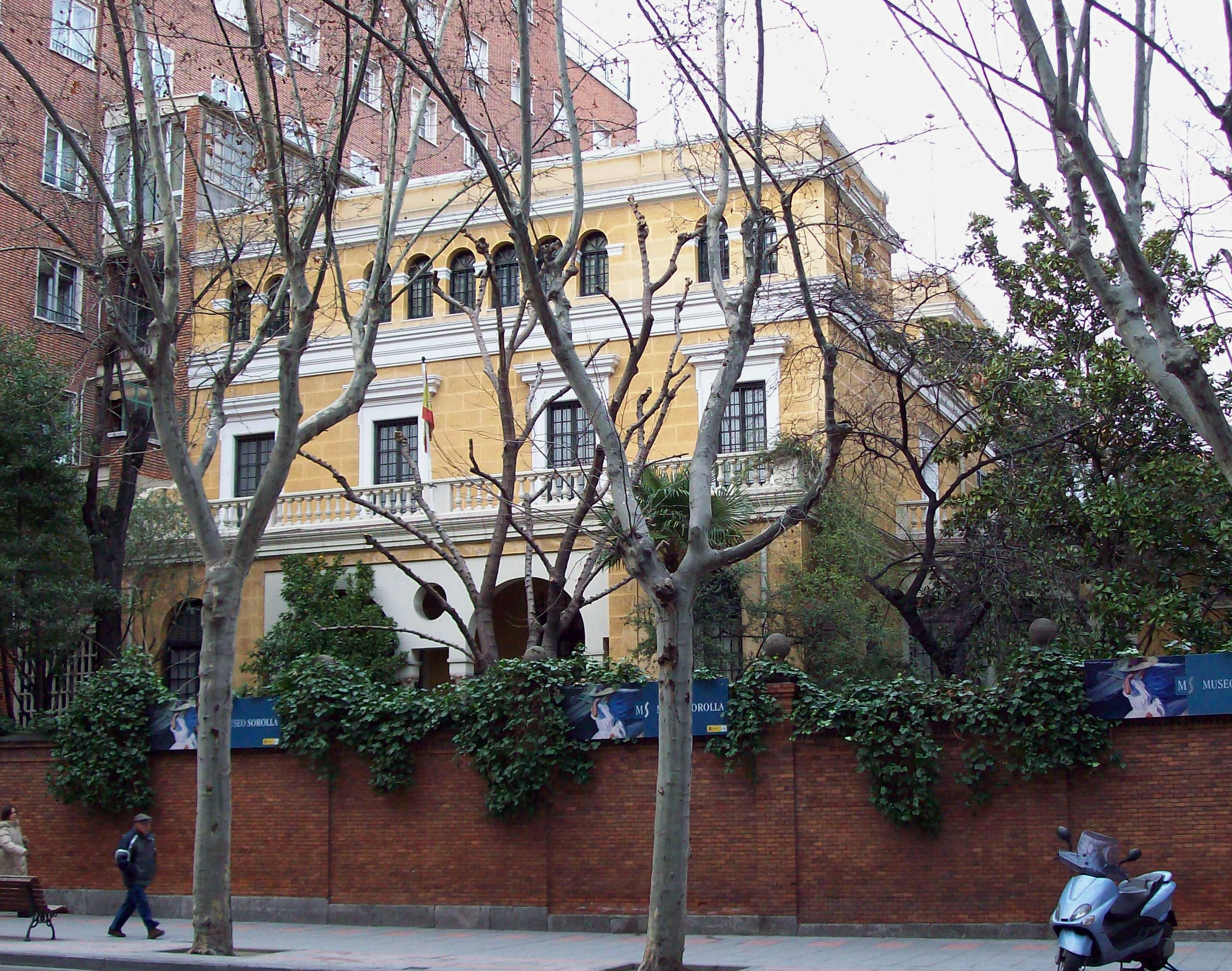
Загальний вигляд музею Сорольї

Дім-музей Хоакіна Сорольї (ісп. Museo Sorolla) — музей в Мадриді, Іспанія.
Музей розташований в будинку, де жив іспанський художник Хоакін Соролья і Бастіда. Будинок побудований в 1909 — 1910 під наглядом самого художника .
Відкрився для публіки в 1932, після смерті вдови художника. Крім зібрання робіт Сорольї (найбільшого в світі), музей експонує речі з його особистої обстановки, а також його колекцію предметів кераміки, порцеляни, скульптури та ін.  Відвідувачі музею можуть також побачити сад, створений художником.

## Галерея

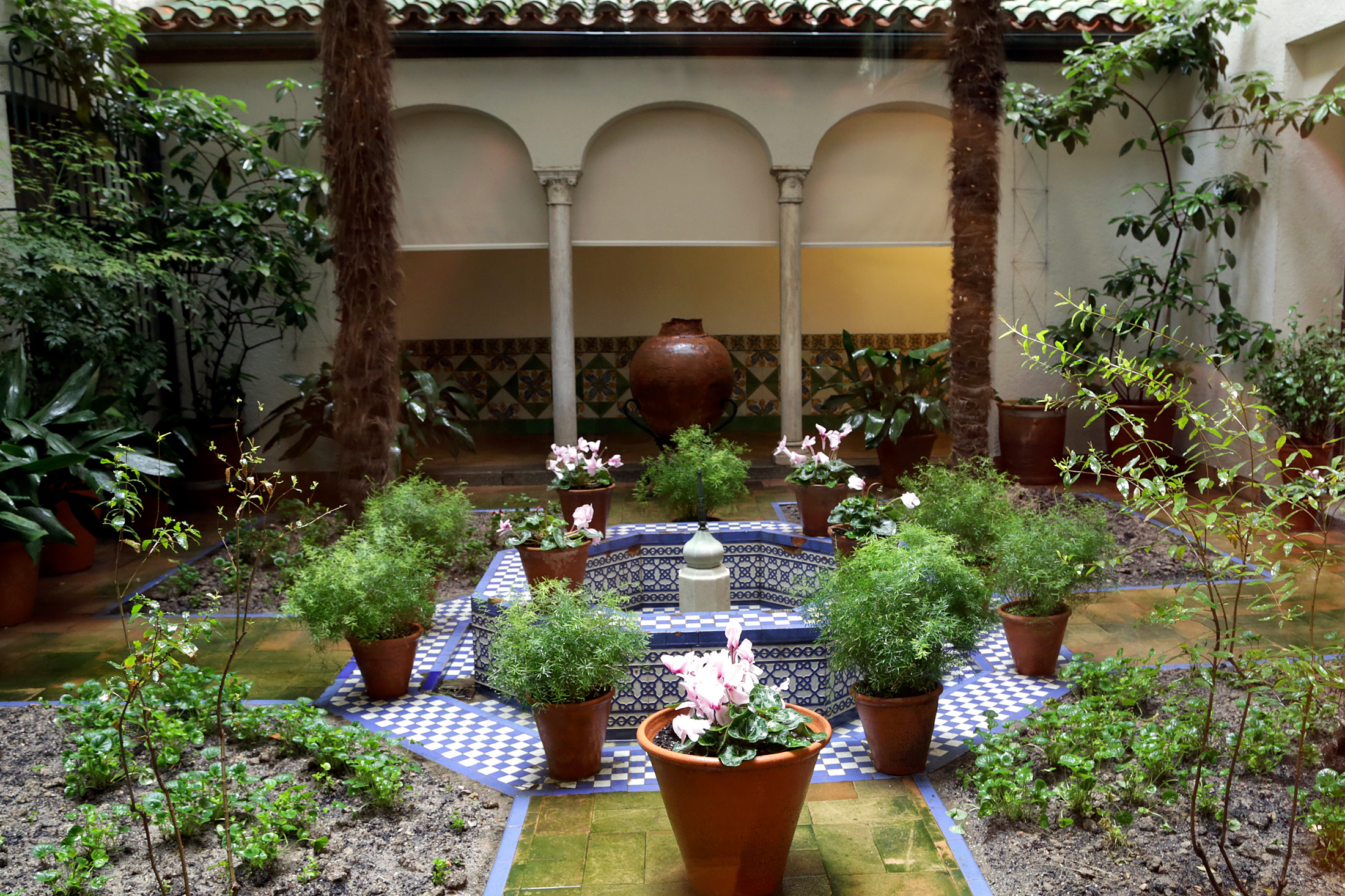
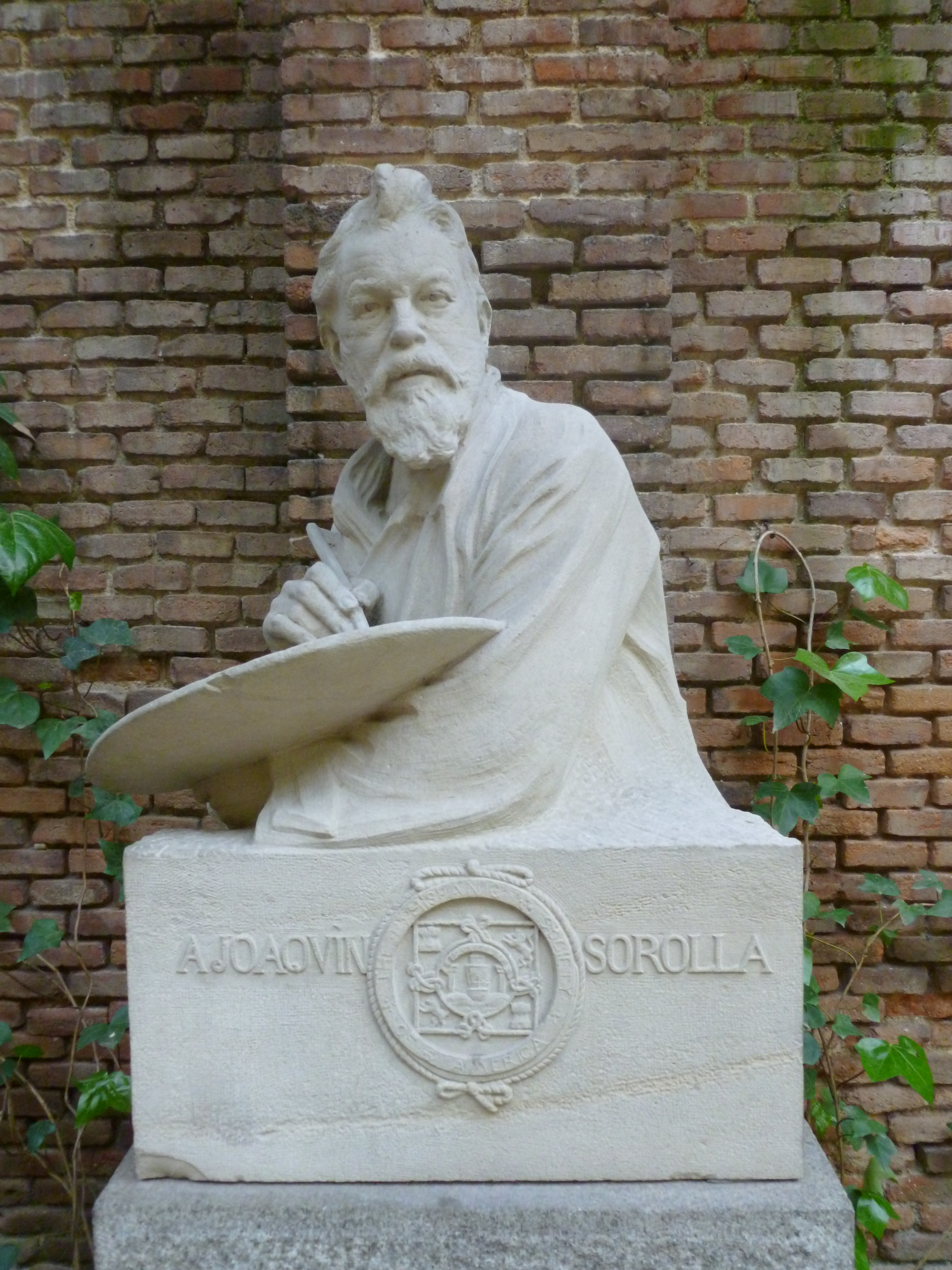
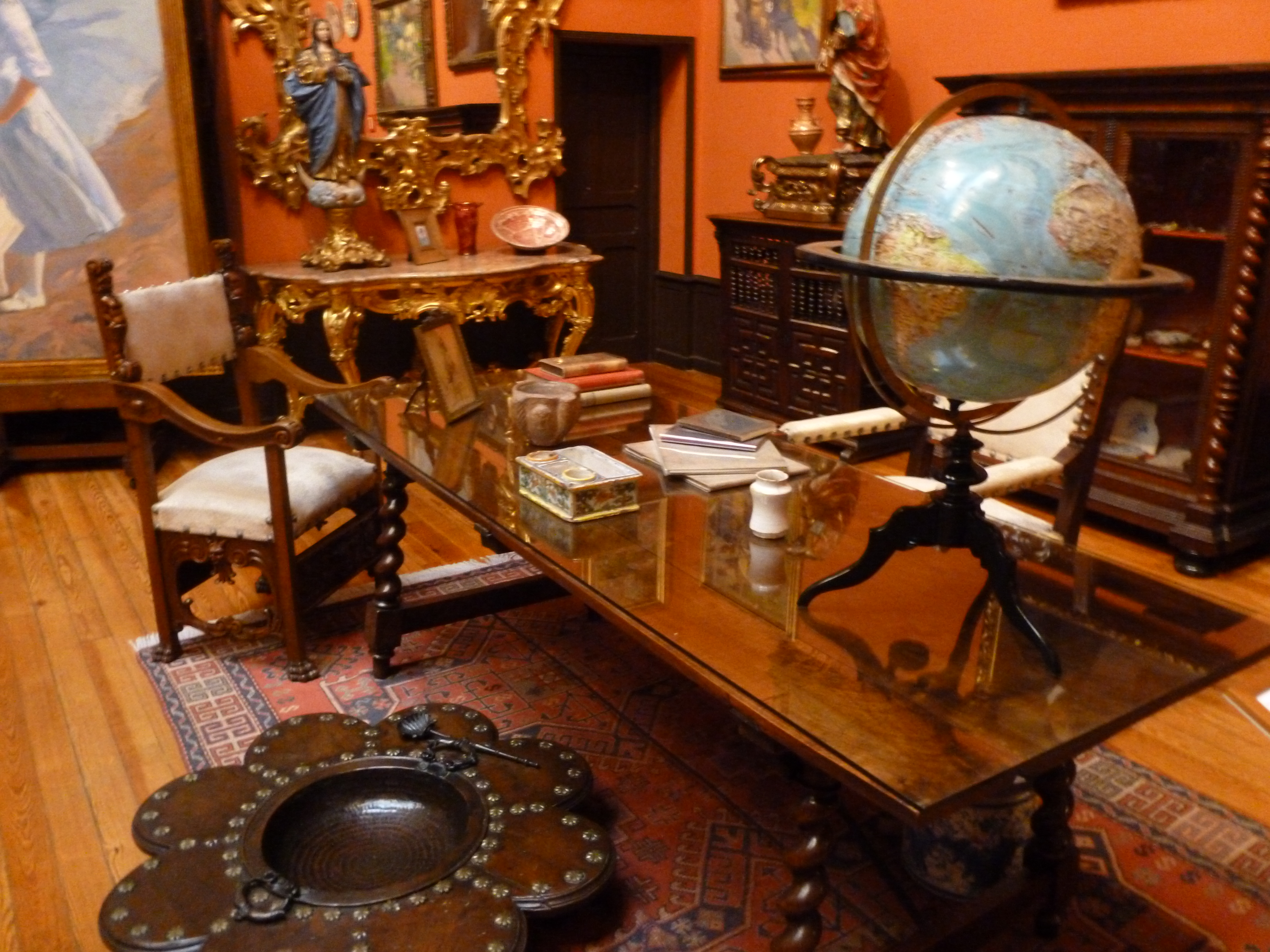
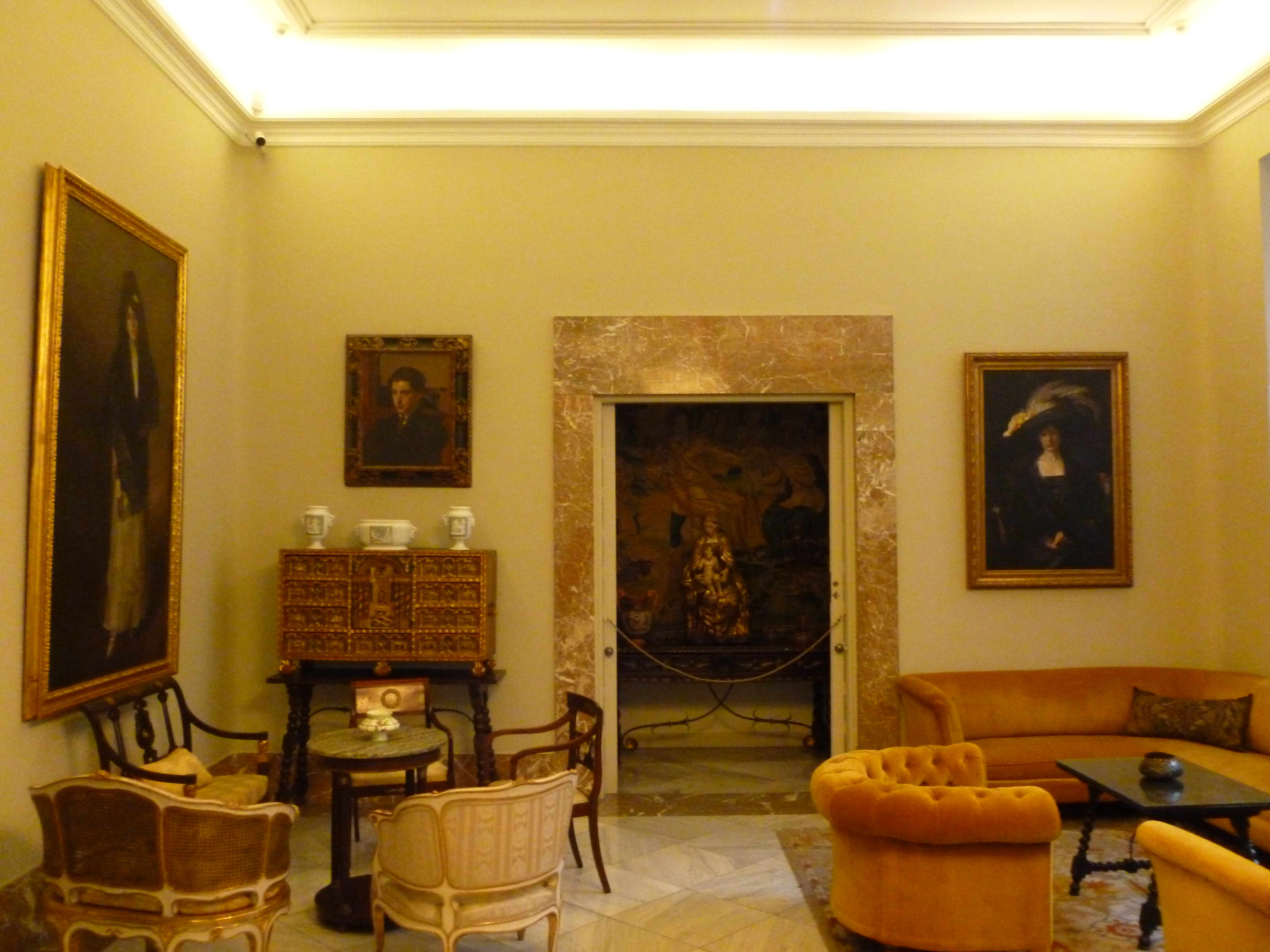
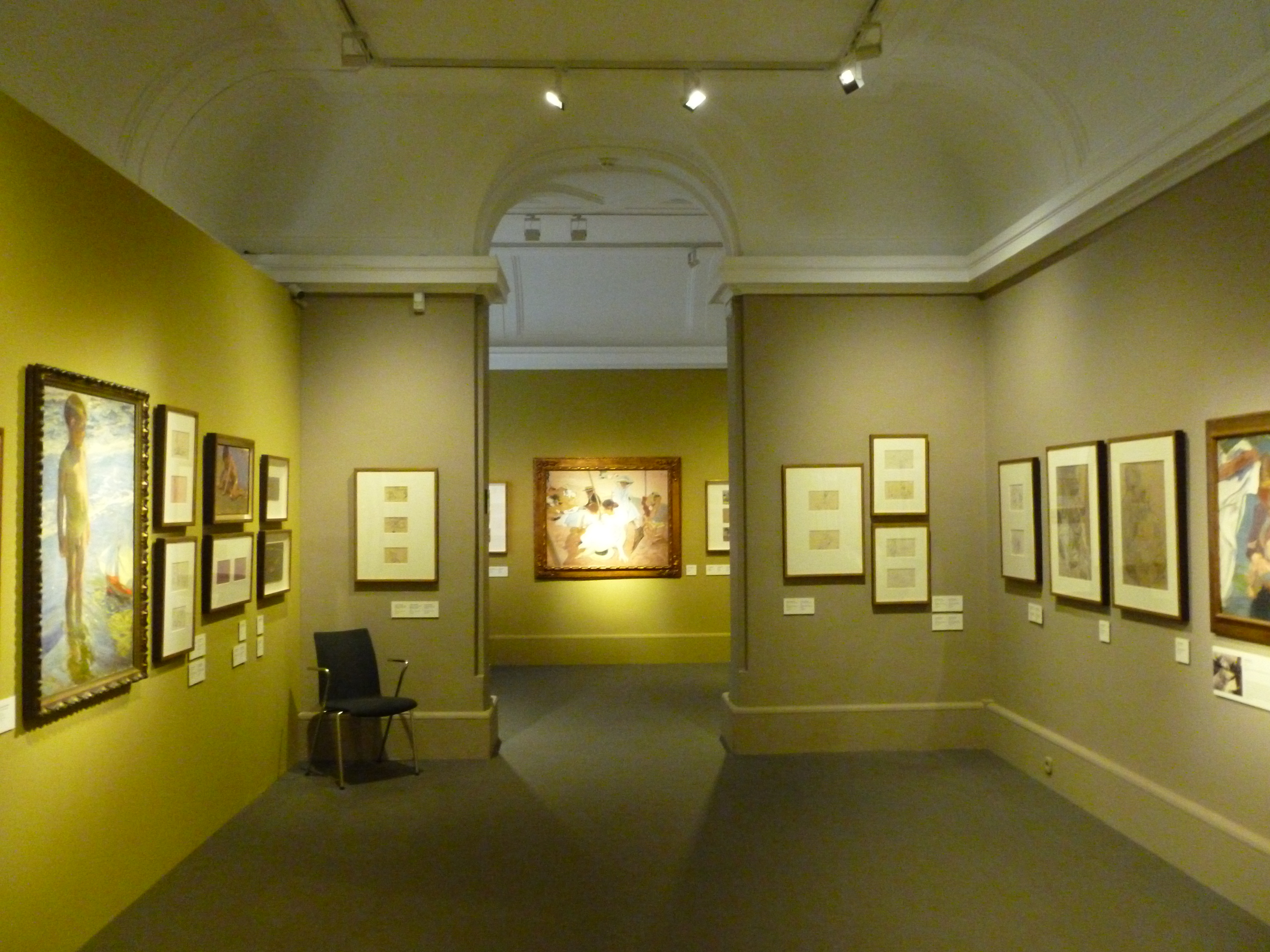
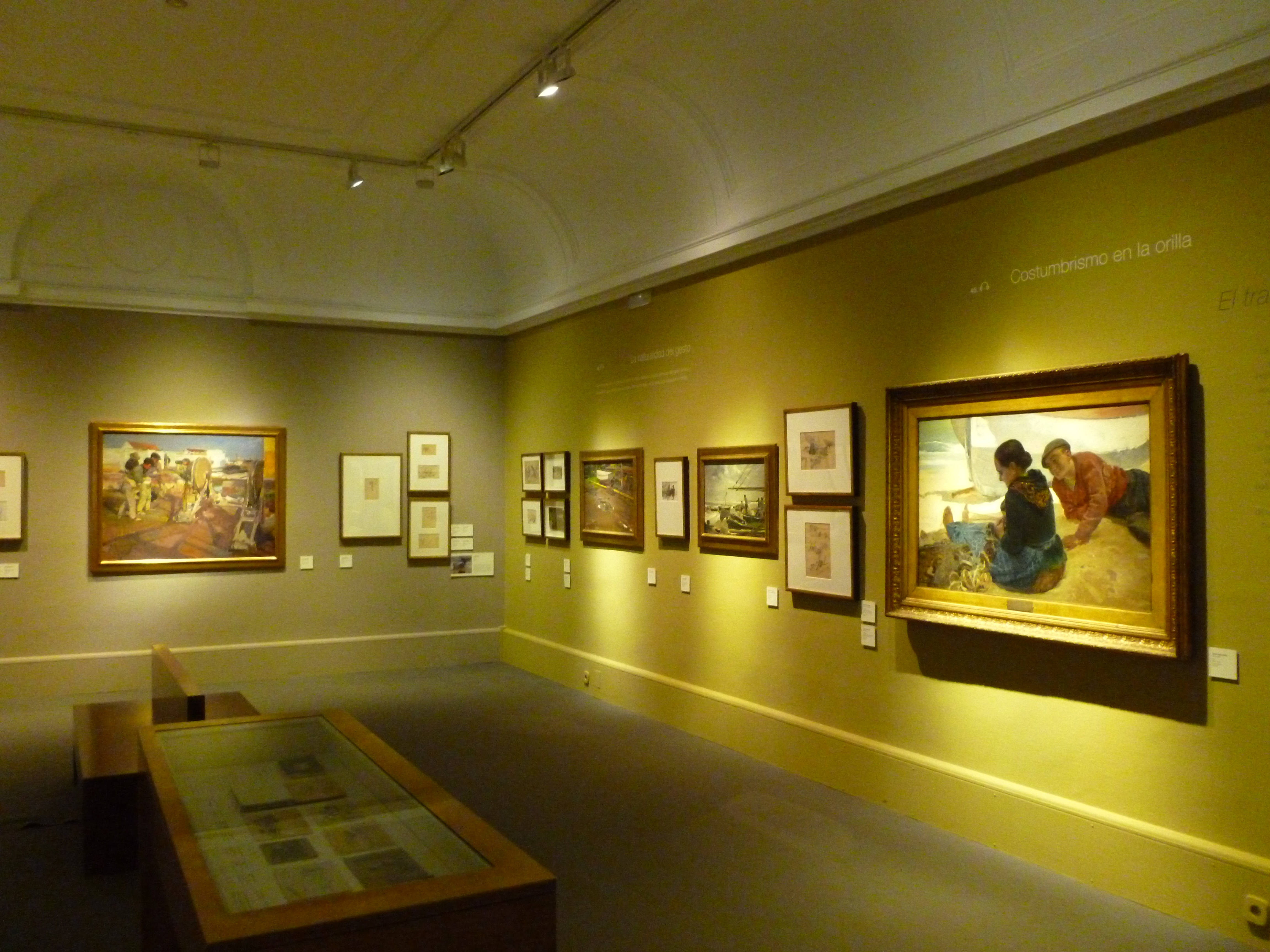
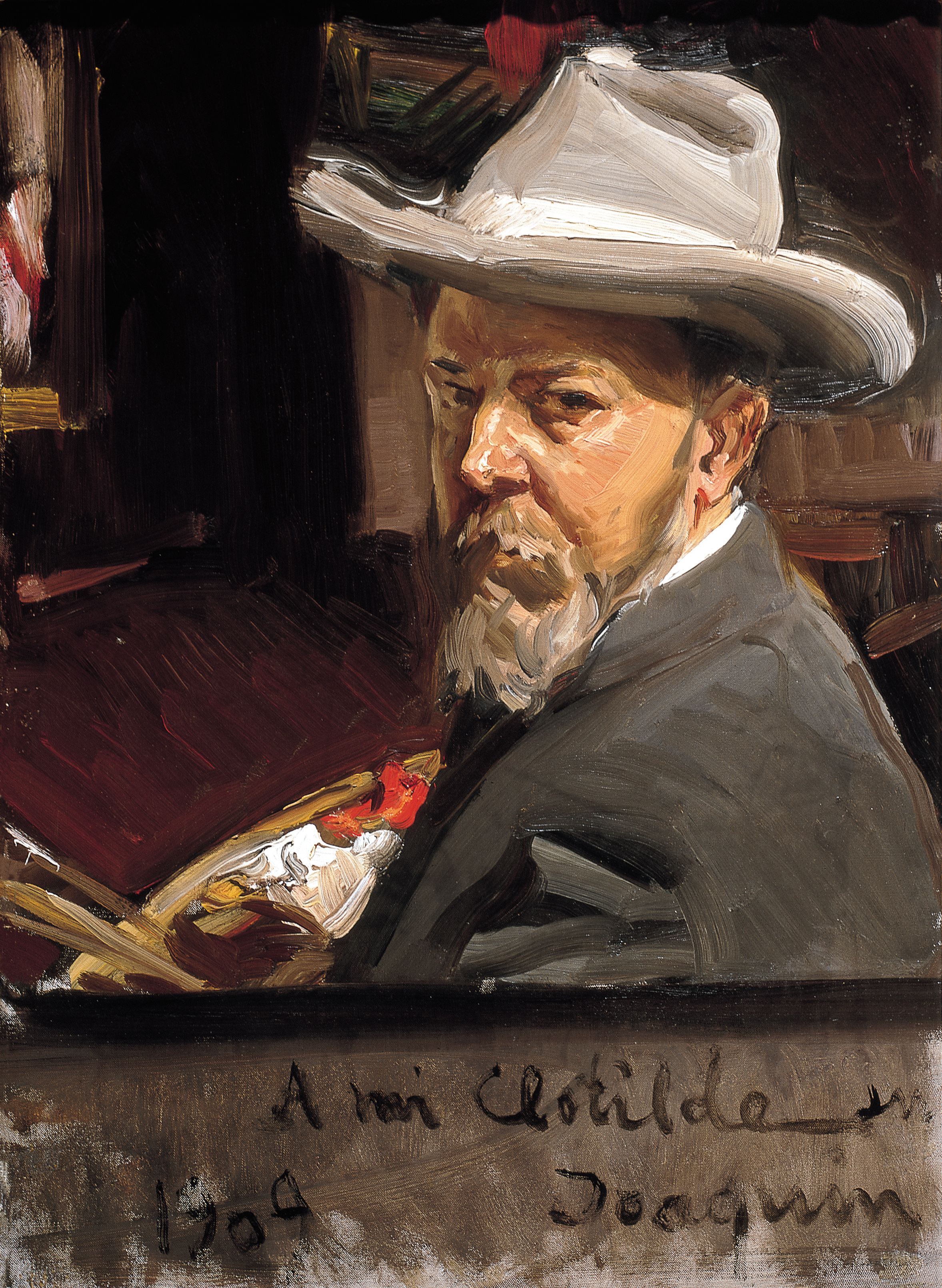
Самопортрет
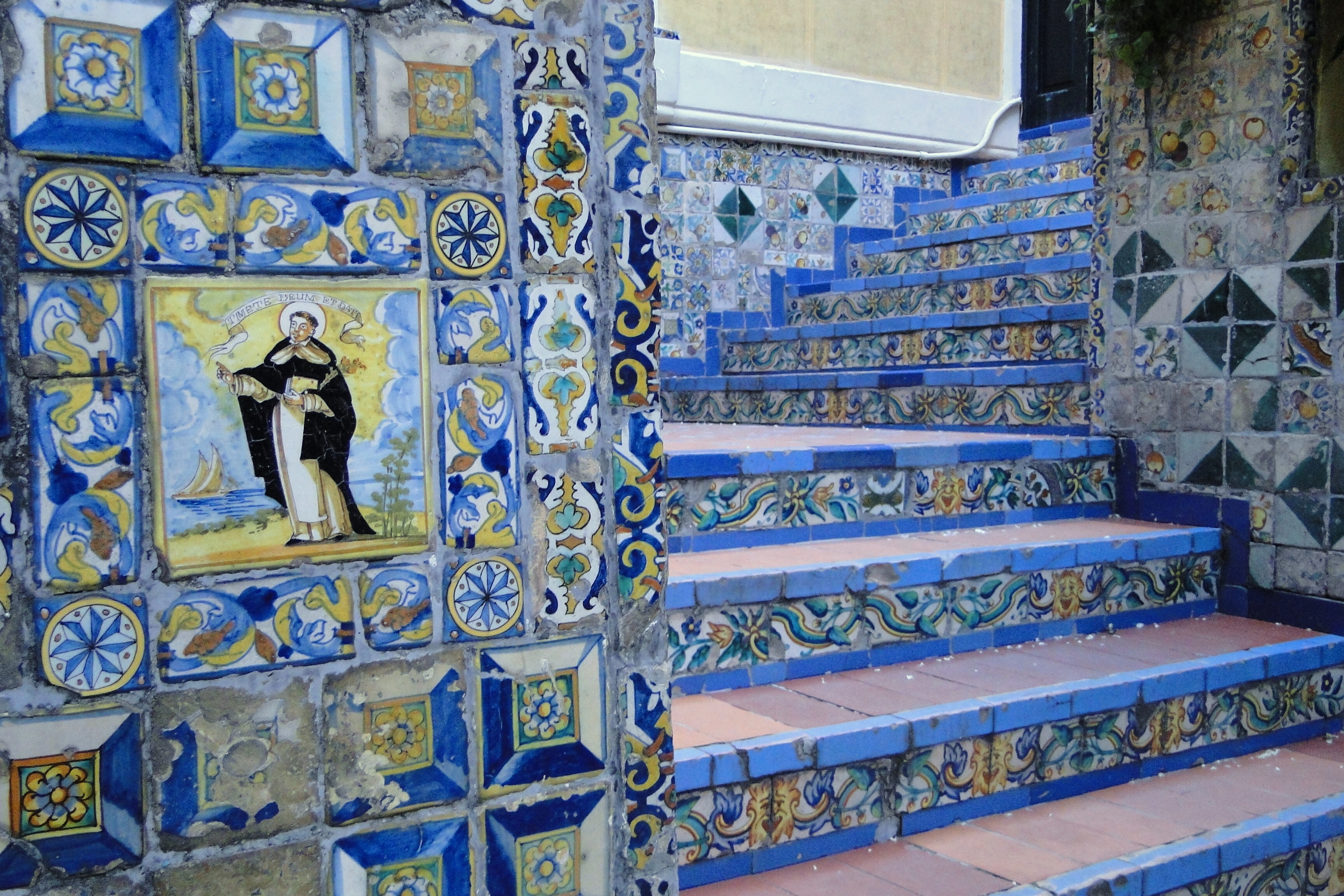
Сходи з кахельним покриттям в музеї
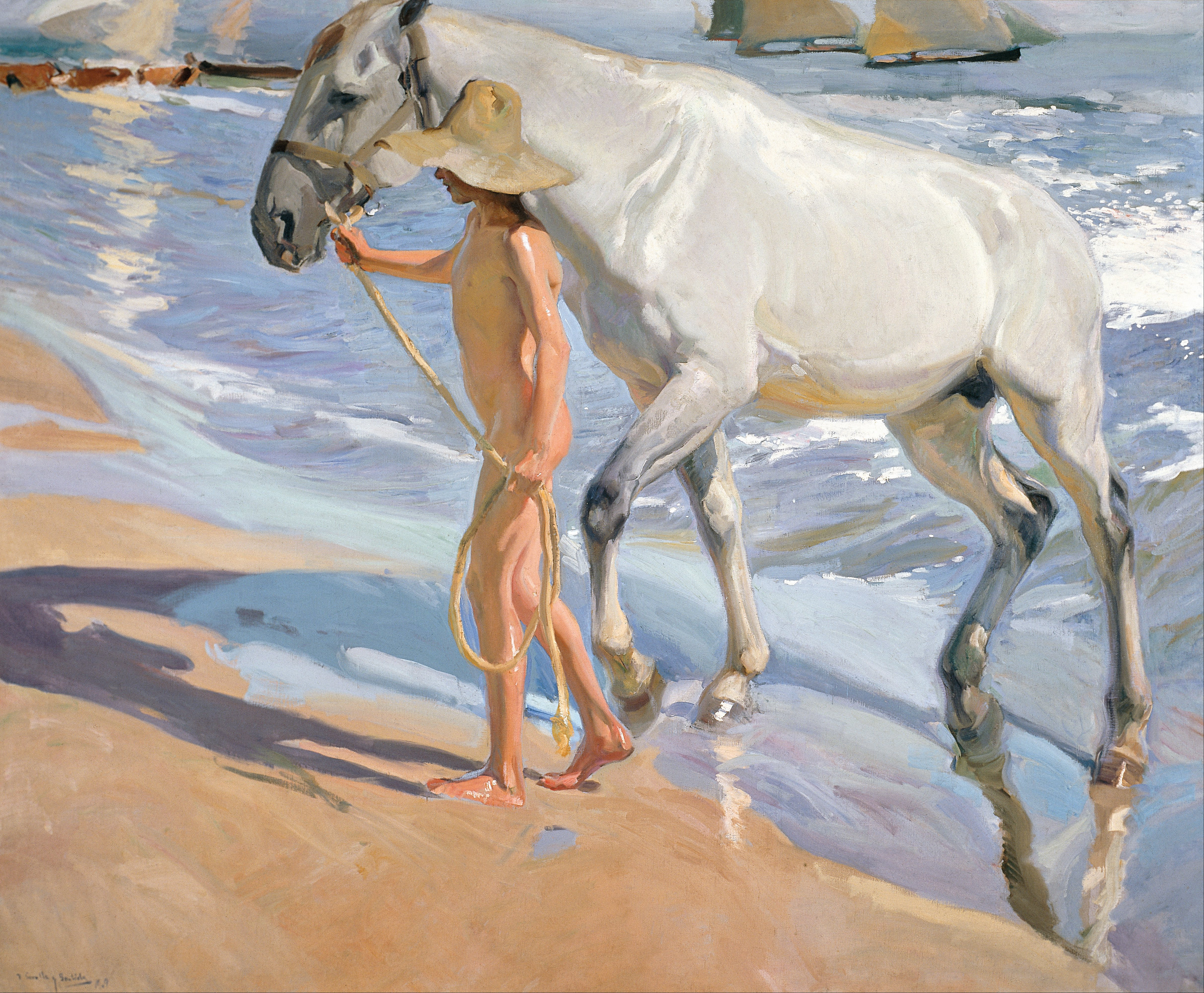
Купання білого коня
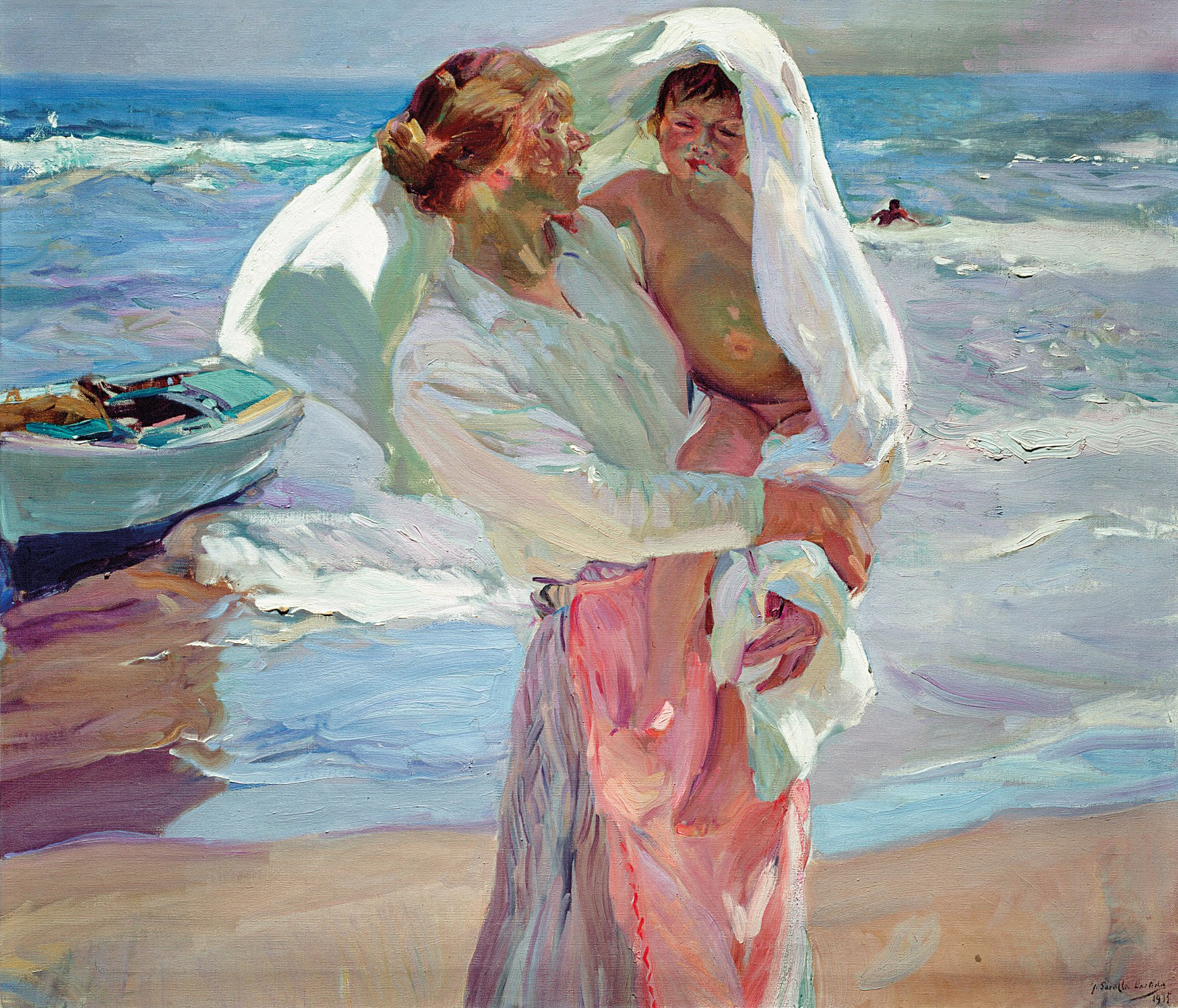
Після купання
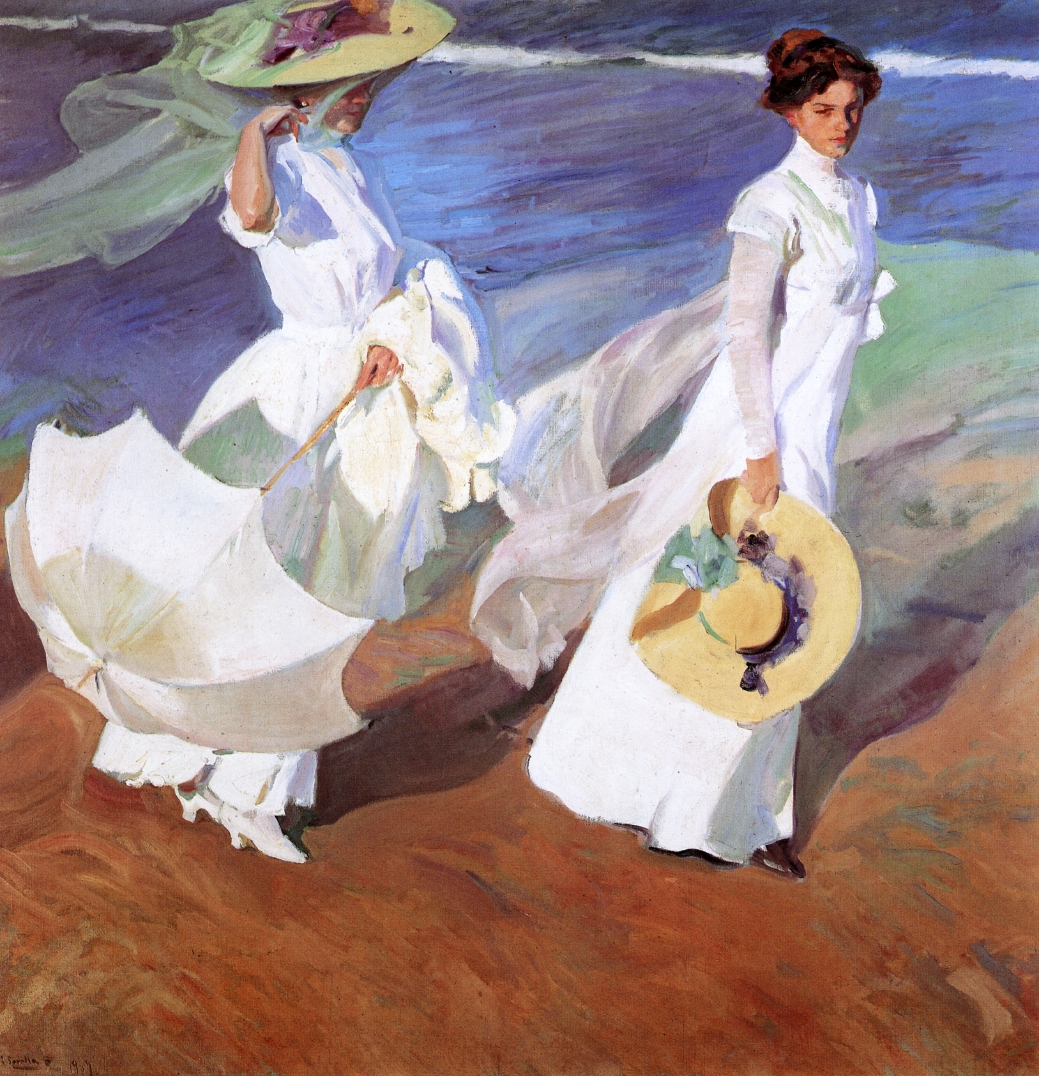
Прогулянка по пляжу
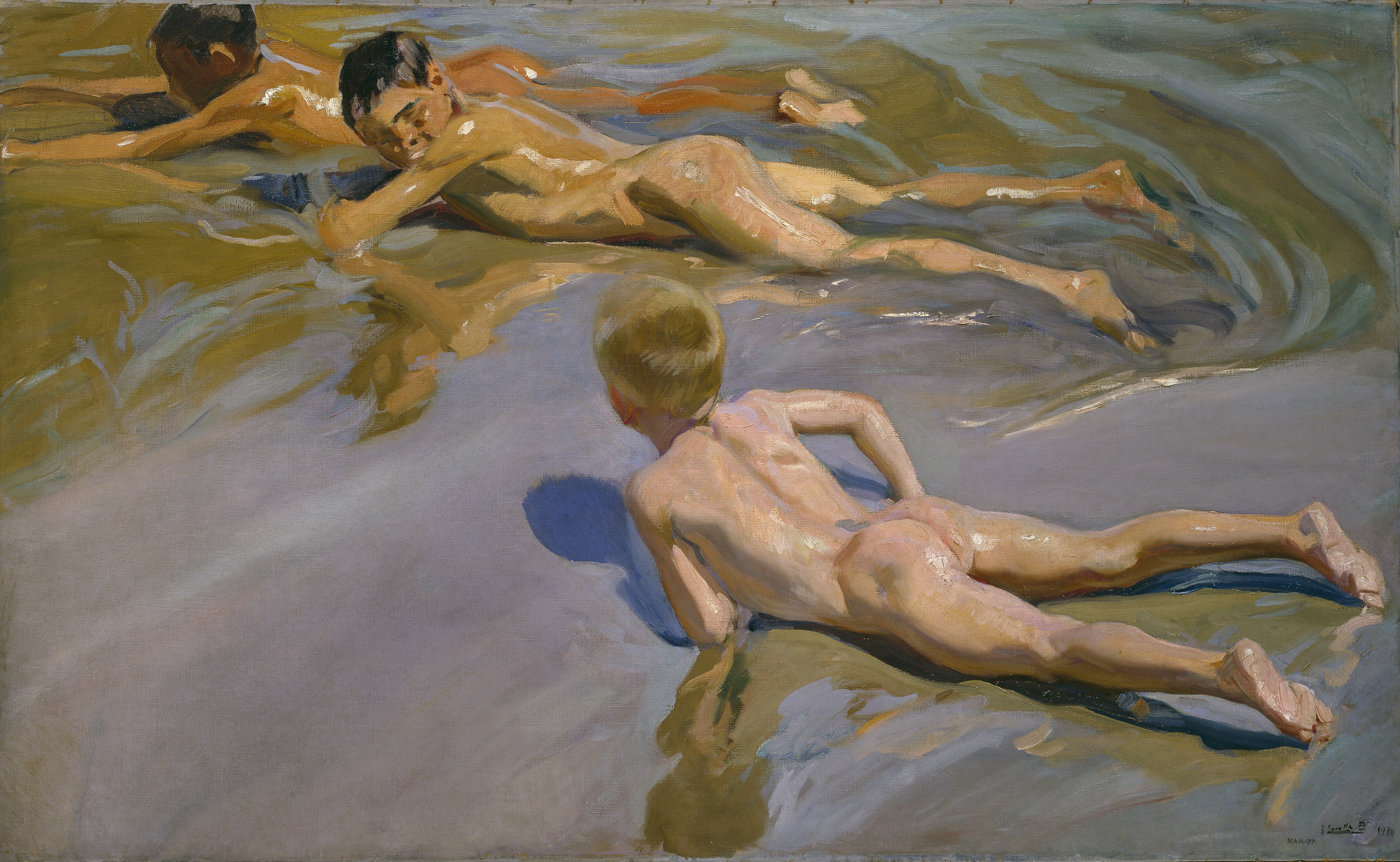
Діти на пляжі
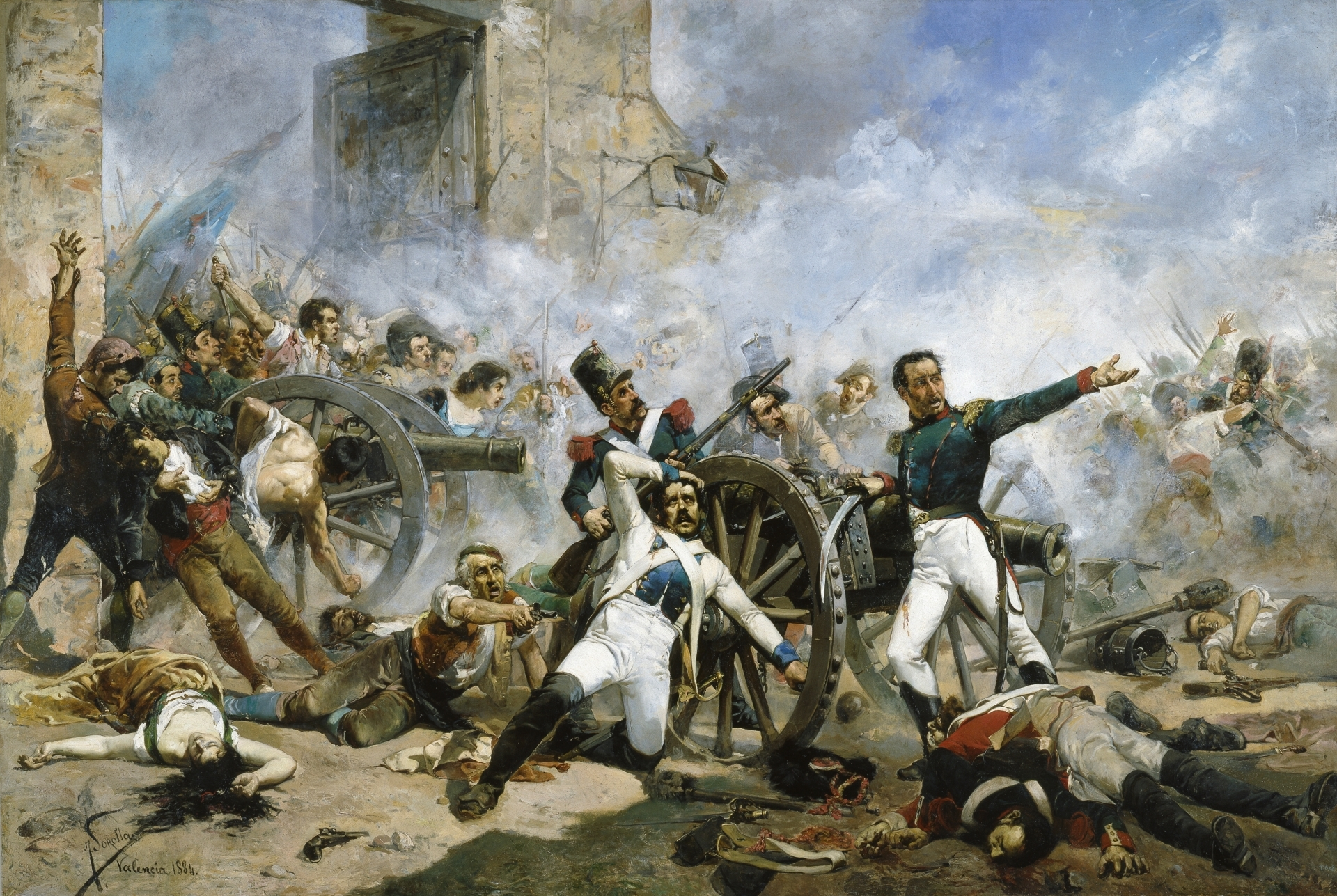
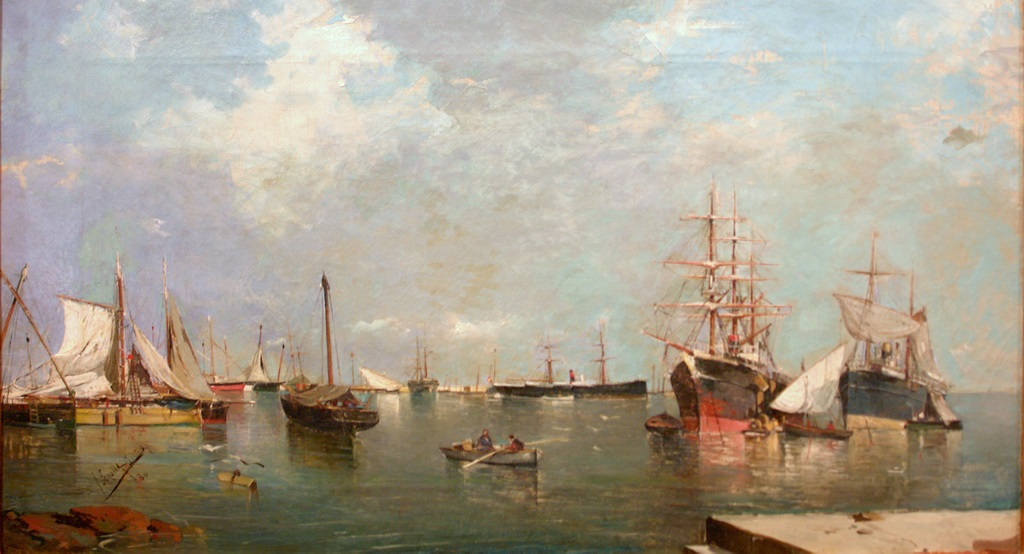
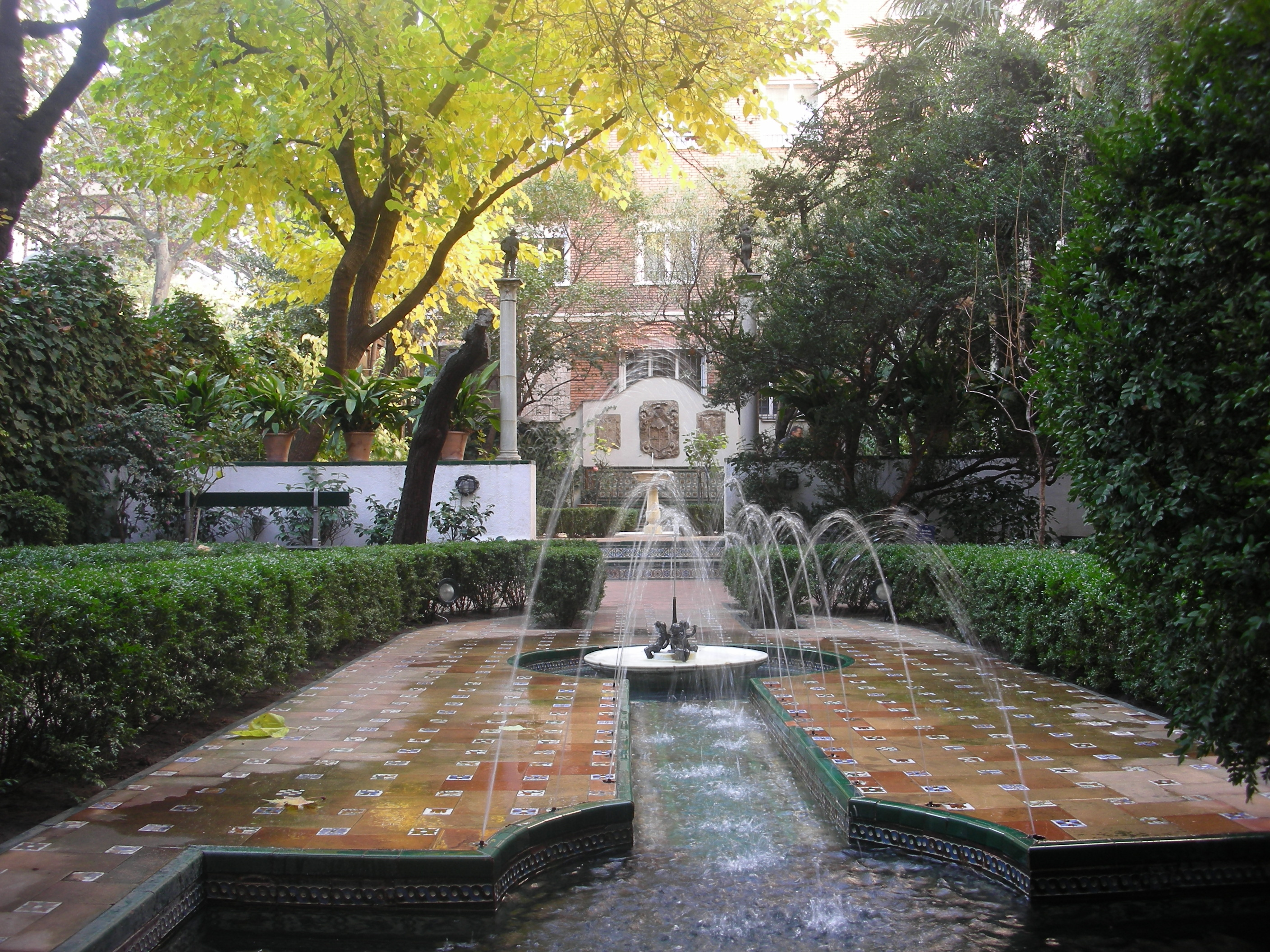